# Aleksandr Porjomovski
Aleksander Porkhomovski (Moscú, Rusia, 12 de agosto de 1972) es un atleta ruso retirado especializado en la prueba de 100 m, en la que ha conseguido ser medallista de bronce europeo en 1994.

## Carrera deportiva
En el Campeonato Europeo de Atletismo de 1994 ganó la medalla de bronce en los 100 metros lisos, corriéndolos en un tiempo de 10.31 segundos, llegando a meta tras el británico Linford Christie (oro con 10.14 segundos) y el noruego Geir Moen (plata).